# Brunswick Records
La Brunswick Records è una casa discografica nata negli Stati Uniti.

## Storia della Brunswick

### La fondazione e i primi anni
La casa discografica Brunswick Records venne fondata dalla Brunswick-Balke-Collender Company, una società con sede a Dubuque nell'Iowa, che dal 1845 produceva prodotti che andavano dai pianoforti alle attrezzature sportive. 
L'azienda iniziò a produrre fonografi nel 1916, e in breve cominciò la commercializzazione della propria linea di dischi, inizialmente registrati negli Stati Uniti ma venduti solo in Canada.
La linea di fonografi domestici Brunswick ebbe un successo commerciale, in particolare con il modello Ultona, in grado di riprodurre dischi Edison Disc, dischi Pathé e 78 laterali standard. 
Nel gennaio 1920 la Brunswick iniziò la pubblicazione anche negli Stati Uniti, e in breve tempo divenne un concorrente delle altre tre grandi case discografiche americane, la Edison Phonographs, la Victor e la Columbia Records.
Alla fine del 1924 la Brunswick acquisì la Vocalion Records; nei primi anni '20 la sede principale venne spostata a Chicago, con un ufficio e uno studio di registrazione a New York.
In questo primo periodo molti furono gli artisti che incisero per l'etichetta, tra cui le orchestre da ballo di Bob Haring, Isham Jones e Ben Bernie, il banjoista Harry Reser e i suoi vari ensemble (specialmente i Six Jumping Jacks), Al Jolson e tra i jazzisti Fletcher Henderson, Duke Ellington, King Oliver e Johnny Dodds; si dedicò anche a registrazioni gospel e blues.
La Brunswick si dedicò anche alla registrazione di musica classica, pubblicando tra gli altri il New York String Quartet, la Cleveland Orchestra diretta da Nikolai Sokoloff (che registrò per l'etichetta a partire dal 1924), la Filarmonica di New York con i direttori Willem Mengelberg e Arturo Toscanini; inoltre importò e pubblicò negli Stati Uniti sotto la propria etichetta alcune registrazioni europee tra cui alcune di Hans Pfitzner  e Richard Strauss (di quest'ultimo i suoi poemi sinfonici Don Juan e I tiri burloni di Till Eulenspiegel, registrati a Berlino nel 1929-1930 dalla Deutsche Grammophon. 

### Gli anni '30
Nell'aprile 1930, la Brunswick-Balke-Collender vendette la Brunswick Records alla Warner Bros.; divenne direttore Jack Kapp e la sede della compagnia si trasferì a New York.
La Warner Bros. sperava di realizzare le registrazioni delle colonne sonore dei proprii film, e durante questo periodo furono effettuate numerose registrazioni con canzoni di film musicali da attori come Noah Beery, Charles King e J. Harold Murray.
Sempre in questi anni la Brunswick ingaggiò Bing Crosby, che sarebbe diventato la loro più grande star discografica, così come i Mills Brothers, Adelaide Hall, le Boswell Sisters, Cab Calloway, e Ozzie Nelson.
A causa della Grande depressione agli inizi del decennio le vendite dei dischi ebbero un calo, e nel 1932 la filiale inglese della Brunswick venne venduta alla Decca Records.
Nel 1939 la Brunswick venne acquistata dalla Columbia Broadcasting System.

### Il dopoguerra
Nel 1941 la Decca comprò la Brunswick dalla Columbia, ottenendo anche tutti i master antecedenti al 1931 (mentre quelli del decennio 1931-1941 rimasero alla Columbia) e dedicandosi quindi anche a numerose ristampe.
Nel 1952 passò sotto la gestione della Coral Records (etichetta del gruppo Decca) e si specializzò dapprima nel rhythm and blues e poi nel rock 'n' roll, lanciando tra gli altri Buddy Holly.
Tra i principali artisti di rhythm 'n' blues ci furono il quartetto The Chi-Lites e Jackie Wilson, il cui manager Nat Tarnopol nel 1957 divenne dirigente della Brunswick, iniziando un rilancio dell'etichetta e comprando nel 1964 il 50% di essa dalla Decca, per completarne poi l'acquisto nel 1969; in questi anni collaborò spesso come arrangiatore per la Brunswick Carl Davis, che nel 1969 fondò una sottoetichetta della casa madre, la Dakar Records.
Fino al 1982 l'etichetta continuò ad avere successi in classifica negli Stati Uniti; nel dicembre 1987 Tarnopol morì a 56 anni per un attacco di cuore

### Gli ultimi anni
La famiglia di Tarnopol ha continuato a portare avanti l'etichetta tramite i figli Paul e Mara, mantenendo i diritti sulle registrazioni successive al 1957 (cioè all'ingresso di Nat Tarnopol in azienda), mentre il repertorio precedente è gestito, tramite la Verve Records, dalla Universal Music Group.

### In Italia
La Brunswick in Italia venne distribuita dalla Fonit, grazie all'iniziativa di Giuseppe Trevisan.
pubblicando alcuni dischi del repertorio d'oltreoceano, tra cui i 78 giri del tenore David Ducler.

## I dischi pubblicati

### 78 giri
| Numero di catalogo | Anno              | Interprete                                | Titoli                                                      |
| ------------------ | ----------------- | ----------------------------------------- | ----------------------------------------------------------- |
| 2567               | 1924              | Al Jolson                                 | The One I Love Belongs to Somebody Else/Steppin' Out        |
| 4530               | 23 settembre 1929 | Louis Katzman and The Brunswick Orchestra | Dance Away the Night/Peasant Love Song                      |
| 6120               | 4 maggio 1931     | Bing Crosby                               | Were You Sincere?/Just One More Chance                      |
| 6852               | 25 febbraio 1934  | Bing Crosby                               | Love Thy Neighbor/Ridin Around in the Rain                  |
| 7543               | 1935              | Teddy Wilson                              | Every Now And Then/It Never Dawned On Me                    |
| 7546               | 1935              | Duke Ellington And His Orchestra          | Reminiscing in tempo - Part 1/Reminiscing in tempo - Part 2 |
| 7547               | 1935              | Duke Ellington And His Orchestra          | Reminiscing in tempo - Part 3/Reminiscing in tempo - Part 4 |
| 7550               | 1935              | Teddy Wilson And His Orchestra            | Yankee Doodle Never Went To Town/Twenty Four Hours A Day    |
| 7725               | 1937              | Marlene Dietrich                          | Assez/Moi, Je M'Ennuie                                      |
| 7857               | 1937              | Fred Astaire                              | Shall We Dance/Let's Call the Whole Thing Off               |
| 8405               | 1939              | Duke Ellington and his Famous Orchestra   | In a Mizz/Cotton Club Stomp                                 |

### 33 giri
| Numero di catalogo | Anno | Interprete                        | Titoli                        |
| ------------------ | ---- | --------------------------------- | ----------------------------- |
| BL-58000           | 1950 | Bing Crosby                       | Volume 1                      |
| BL-58001           | 1950 | Bing Crosby                       | Volume 2                      |
| BL-58002           | 1950 | Duke Ellington                    | Ellingtonia                   |
| BL-58003           | 1950 | Jelly Roll Morton e Pinetop Smith | Boogie Woogie                 |
| BL-58004           | 1950 | Louis Armstrong                   | Jazz Classics                 |
| BL-58010           | 1950 | Cab Calloway                      | Cab Calloway and Orchestras   |
| BL-58016           | 1951 | Johnny Dodds                      | King of New Orleans Clarinets |
| BL-58019           | 1951 | Count Basie                       | Basie's Best                  |
| BL-58030           | 1952 | Coleman Hawkins                   | Tenor Sax Stylings, Volume 1  |